# Нула функције
Нула функције {\displaystyle f(x)}, у математици, је вриједност од {\displaystyle x} тако да је {\displaystyle f(x)=0}. На примјер, функција полинома степена {\displaystyle n} може имати {\displaystyle n} нула.